# Bryan Bertino
Pour les articles homonymes, voir Bertino.
Bryan Bertino, né le 17 octobre 1977 à Crowley au Texas, est un réalisateur, producteur et scénariste américain.

## Filmographie

### Comme acteur
- 2002 : Waiting for Trains (court métrage) : le soldat
- 2003 : Xtracurricular : le fumeur

### Comme réalisateur
- 2008 : The Strangers
- 2014 : Mockingbird
- 2016 : The Monster
- 2020 : The Dark And The Wicked
- 2025 : Vicious (en)[1],[2]

### Comme scénariste
- 2008 : The Strangers
- 2014 : Mockingbird
- 2016 : The Monster
- 2018 : Strangers: Prey at Night
- 2020 : The Dark And The Wicked
- 2025 : Vicious (en)

### Comme producteur
- 2014 : Mockingbird
- 2015 : February
- 2016 : The Monster
- 2017 : Stephanie
- 2018 : Strangers: Prey at Night
- 2018 : Hurt (en)
- 2020 : The Dark And The Wicked